# تحول بولس إلى المسيحية

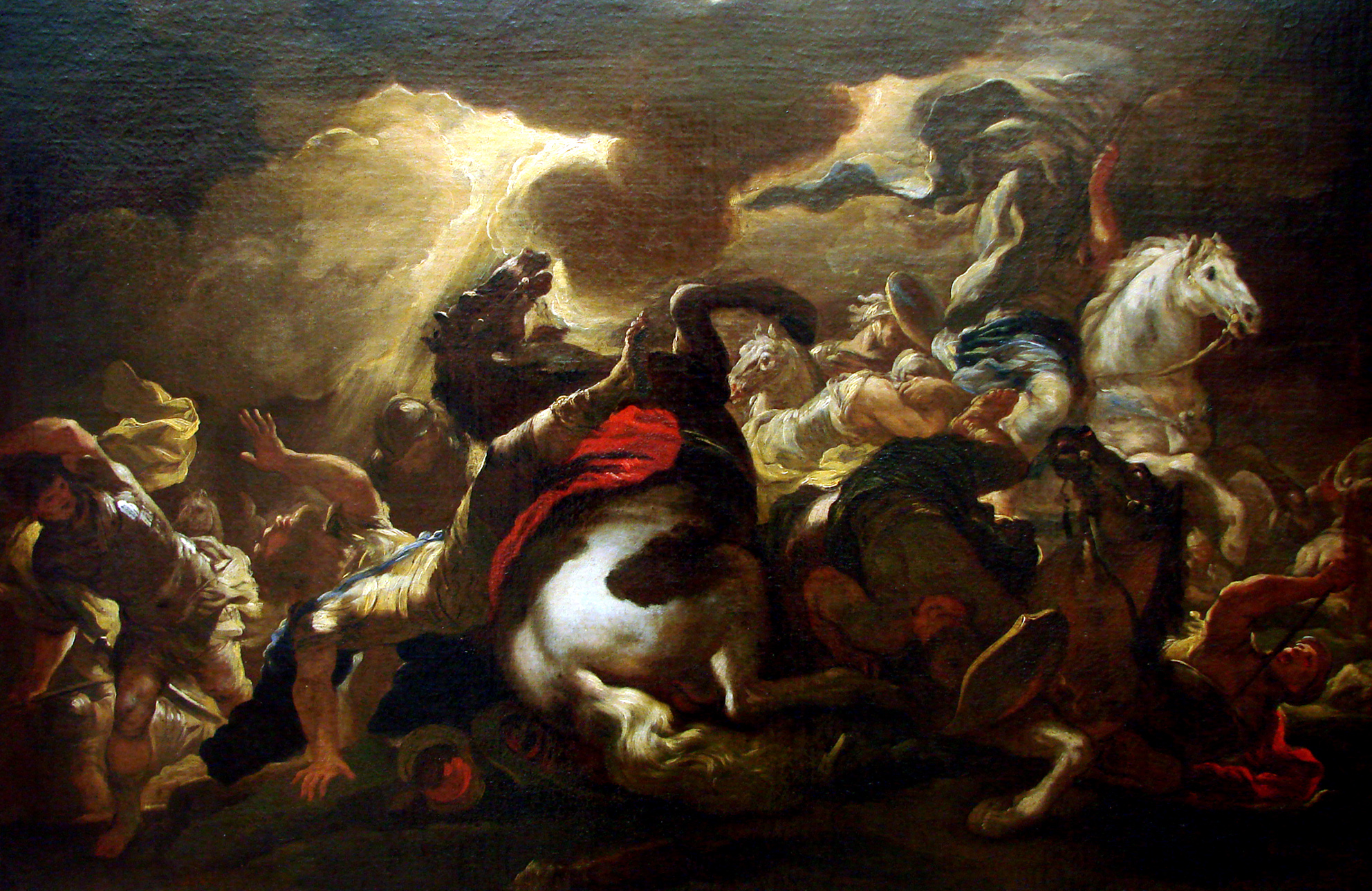
تحول بولس إلى المسيحية، بريشة جيوردانو نانسي.

تحول بولس إلى المسيحية هو رواية ذُكرت في العهد الجديد تشير إلى حدث في حياة بولس الطرسوسي دفعه إلى التوقف عن اضطهاد المسيحيين الأوائل وأن يصبح تابعًا ليسوع، ويُعتقد أنه حدث في الفترة بين سنتي 33-36 م. يعرف هذا الحدث بعدة أسماء منها «التحول البولسي» و«التحول الدمشقي» و«التحول على طريق دمشق».
ذكر هذا الحدث بشيء من التفصيل في سفر أعمال الرسل، وبحسب الرواية فقد تمّ التحول على طريق دمشق، وبالقرب منها، حين قصدها بولس بهدف اضطهاد المسيحيين فيها، فتحول على الطريق إلى المسيحية. يرى المسيحيون أنه من ناحية لاهوتية، يثبت التحوّل البولسي أنه «لا شيء يستحيل على الله فعله»، وأنّ «نعمة الله تطال الجميع». في السنة الطقسية، تحيا ذكرى تحول بولس إلى المسيحية في 25 يناير من كل عام، وغدت رمزًا في الثقافة الغربية للتحول العميق والجوهري في حياة ومواقف الإنسان. أما في الفن، فقد أنتجت عبر القرون أعمال عديدة تخلّد التحول البولسي أشهرها لوحتي كارافاجيو ومايكل آنجلو، وألّفت سيمفونية خاصة للمناسبة قام بوضعها راندل ستروب.

## روايات العهد الجديد
جاءت روايات التحول البولسي في عدد من رسائل بولس وفي سفر أعمال الرسل. وفي كلا المصدرين، لم يكن بولس تابعًا ليسوع، ولم يكن يعرفه قبل صلب المسيح. بحسب الروايات، حدث التحول البولسي بعد صلب يسوع المسيح، وجاءت صيغته في الروايات بوصفه كحدث إعجازي أو كحدث خارق للطبيعة أو كتغيّر في الطبيعة الداخلية.

### قبل التحول
قبل تحوله إلى المسيحية، كان شاول الطرطوسي الذي عُرف بعد تحوله إلى المسيحية ببولس أحد أفراد فرقة الزيلوت التي تنتمي إلى طائفة اليهود الفريسيين، وكان ممن يضطهدون المسيحيين الأوائل. ذكر بولس ذلك في رسالته إلى أهل غلاطية فقال: «فإنكم سمعتم بسيرتي قبلاً في الديانة اليهودية، أني كنت اضطهد كنيسة الله بإفراط وأُتلفها  ·  وكنت أتقدم في الديانة اليهودية على كثيرين من أترابي في جنسي. إذ كنت أوفر غيرة في تقليدات آبائي.رسالة أهل غلاطية 1: 13-14» كما وصف بولس حياته قبل التحول في رسالة إلى أهل فيلبي فقال: «مع أن لي أن أتكل على الجسد أيضا. إن ظن واحد آخر أن يتكل على الجسد فأنا بالأولى  ·  من جهة الختان مختون في اليوم الثامن، من جنس إسرائيل، من سبط بنيامين، عبراني من العبرانيين. من جهة الناموس فريسي  ·  من جهة الغيرة مضطهد الكنيسة. من جهة البر الذي في الناموس بلا لوم.رسالة أهل فيلبي 3: 4-6» وذكر أيضًا مشاركته في رجم إسطفانوس فقال: «فصاحوا بصوت عظيم وسدوا آذانهم، وهجموا عليه بنفس واحدة  ·  وأخرجوه خارج المدينة ورجموه. والشهود خلعوا ثيابهم عند رجلي شاب يقال له شاول  ·  فكانوا يرجمون استفانوس وهو يدعو ويقول: أيها الرب يسوع اقبل روحي  ·  ثم جثا على ركبتيه وصرخ بصوت عظيم: يا رب، لا تقم لهم هذه الخطية. وإذ قال هذا رقد  ·  وكان شاول راضيا بقتله. وحدث في ذلك اليوم اضطهاد عظيم على الكنيسة التي في أورشليم، فتشتت الجميع في كور اليهودية والسامرة، ما عدا الرسل  ·  وحمل رجال أتقياء استفانوس وعملوا عليه مناحة عظيمة  ·  وأما شاول فكان يسطو على الكنيسة، وهو يدخل البيوت ويجر رجالا ونساء ويسلمهم إلى السجن.أعمال الرسل 7: 57-60، 8: 1-3»

### رسائل بولس
كان ذكر التحول في رسائل بولس مختصرًا. ففي الرسالة الأولى إلى أهل كورنثوس وصف بولس في موضعين رؤيته ليسوع فقال في الإصحاح التاسع: «ألست أنا رسولاً. ألست أنا حرًا. أما رأيت يسوع المسيح ربنا. ألستم أنتم عملي في الربرسالة كورنثوس الأولى 9: 1». وفي الإصحاح الخامس عشر من نفس الرسالة قال: «فإنني سلمت إليكم في الأول ما قبلته أنا أيضًا أن المسيح مات من أجل خطايانا حسب الكتب  ·  وأنه دفن وأنه قام في اليوم الثالث حسب الكتب  ·  وأنه ظهر لصفا ثم للإثني عشر  ·  وبعد ذلك ظهر دفعة واحدة لأكثر من خمس مئة أخ أكثرهم باق إلى الآن ولكن بعضهم قد رقدوا  ·  وبعد ذلك ظهر ليعقوب ثم للرسل أجمعين  ·  وآخر الكل كأنه للسقط ظهر لي أنارسالة كورنثوس الأولى 15: 3:8»
وفي رسالة أهل غلاطية وصف بولس مسألة تحوله كما لو كان إلهامًا إلاهيًا حين ظهر يسوع لبولس، فقال: «وأعرفكم أيها الإخوة الإنجيل الذي بشرت به، أنه ليس بحسب إنسان  ·  لأني لم أقبله من عند إنسان ولا علمته بل بإعلان يسوع المسيح  ·  فإنكم سمعتم بسيرتي قبلاً في الديانة اليهودية أني كنت اضطهد كنيسة الله بإفراط وأتلفها  ·  وكنت أتقدم في الديانة اليهودية على كثيرين من أترابي في جنسي إذ كنت أوفر غيرة في تقليدات آبائي  ·  ولكن لما سر الله الذي أفرزني من بطن أمي ودعاني بنعمته  ·  أن يعلن ابنه فيّ لأُبشّر به بين الأمم للوقت. لم استشر لحمًا ودمًارسالة أهل غلاطية 1: 11:16»

### سفر أعمال الرسل
حسب رواية سفر الأعمال 9: 1-8
| تحول بولس إلى المسيحية | أما شاول ما زال صدره ينفث تهديدًا وتقتيلاً لتلاميذ الرب؛ فقصد إلى عظيم الكهنة، وطلب منه رسائل إلى مجامع دمشق، حتى إذا وجد أناسًا على هذه الطريقة، رجالاً ونساءً، ساقهم موثقين إلى أورشليم. وبينما هو سائر، وقد اقترب من دمشق، إذا نورٌ من السماء قد سطع حوله، فسقط إلى الأرض، وسمع صوتا يقول له: "شاول، شاول، لماذا تضطهدني؟". فقال: "من أنت يا رب؟"، قال: "أنا يسوع الذي أنت تضطهده؛ ولكن قم فادخل المدينة، فيقال لك ما يجب عليك أن تفعل". وأما رفقاؤه فوقفوا مبهوتين يسمعون الصوت ولا يرون أحدًا. فنهض شاول عن الأرض وهو لا يبصر شيئًا، مع أن عينيه كانتا منفتحتين . فاقتادوه بيده ودخلوا به دمشق. | تحول بولس إلى المسيحية |